# São José do Povo
São José do Povo là một đô thị thuộc bang Mato Grosso, Brasil. Đô thị này có diện tích 444,106 km², dân số năm 2007 là 3335 người, mật độ 7,51 người/km².